# Castillo de Millares
El castillo de Millares en la provincia de Valencia (España), también denominado "El Castillet o Castillo de Abajo". De origen musulmán, es uno de los tres castillos que se sitúan en el término municipal de Millares y el más alejado de la población, situándose sobre una colina en un pequeño desfiladero sobre el cauce del río Júcar, lo que le permitía controlar el acceso fluvial. 

## Descripción
Se trata de una pequeña fortificación la cual contaba con dos recintos. El exterior carecía de torres. El interior, situado en la parte más alta adaptándose a la topografía cuenta con muros de gran altura realizados con tapial y torres en los extremos.
La torre del homenaje, de planta cuadrada y varias alturas, está realizada con tapial sobre basamento de piedra.